# گودوللو
شهر گدللو(به مجاری: Gödöllő) در پِشت در کشور مجارستان واقع شده‌است. جمعیت این شهر ۳۲٫۴۹۵ نفر است.

## نگارخانه

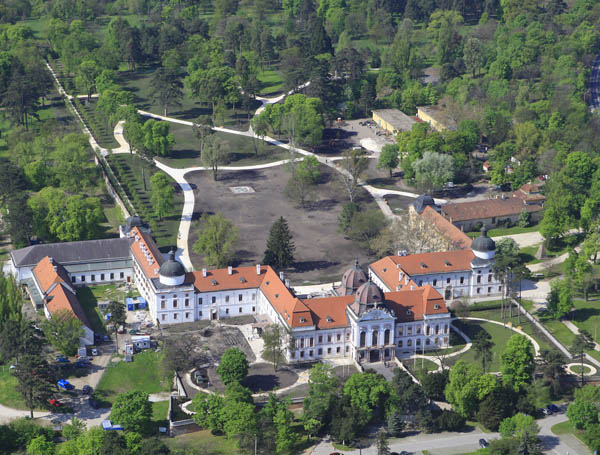
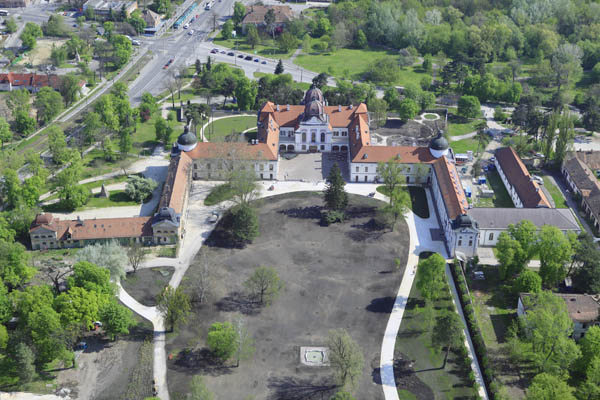
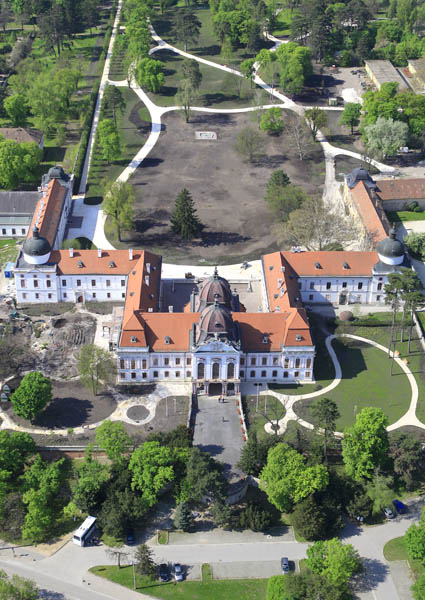

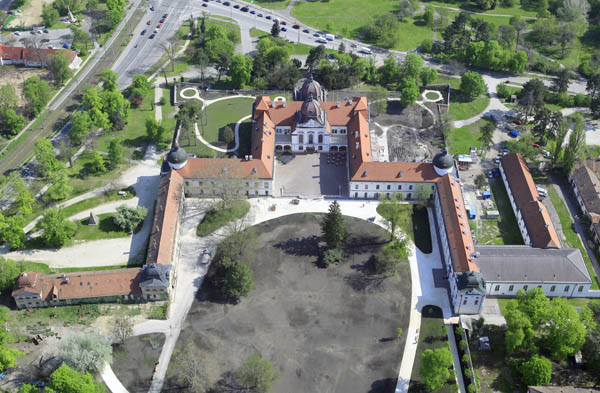
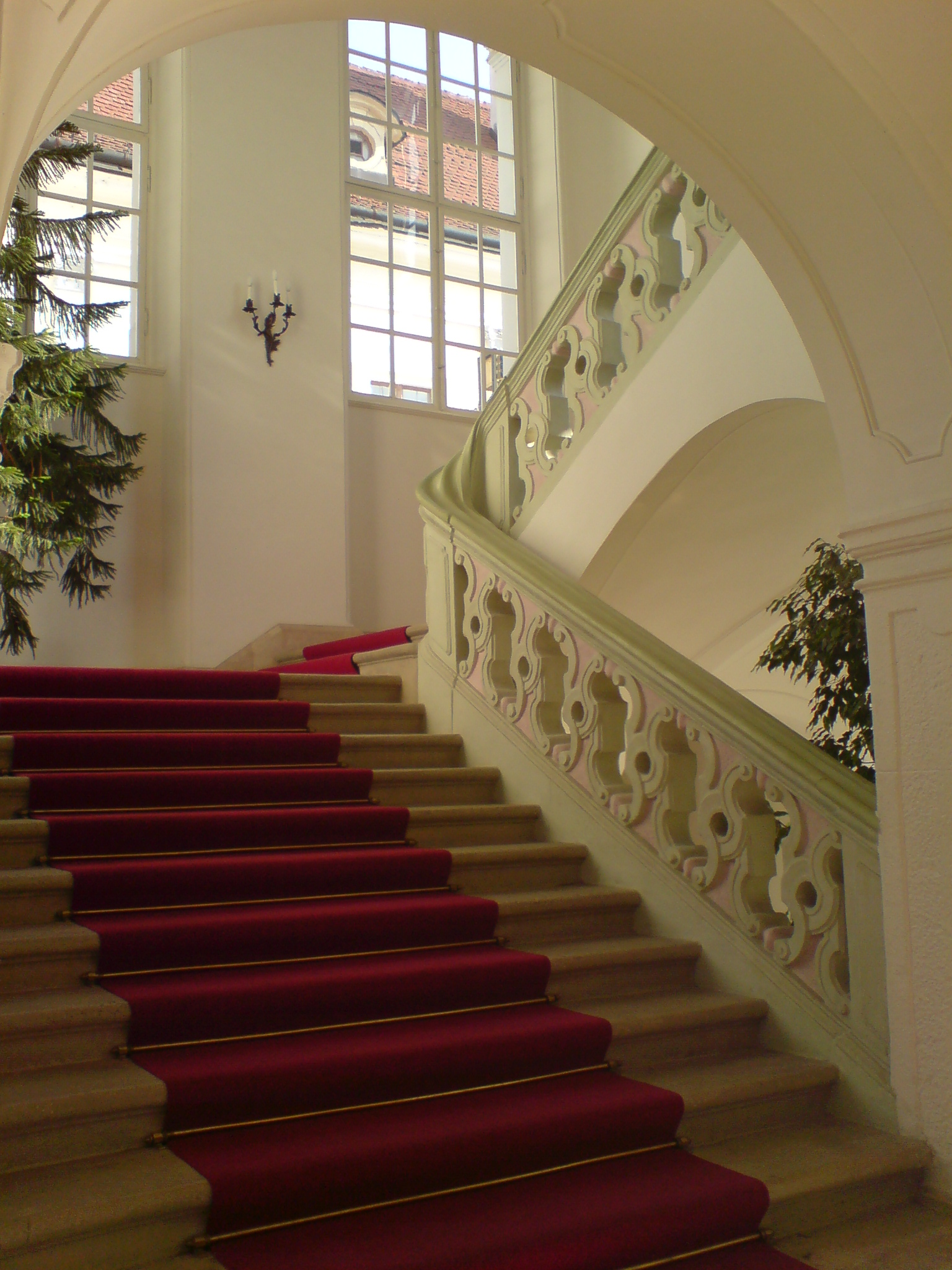
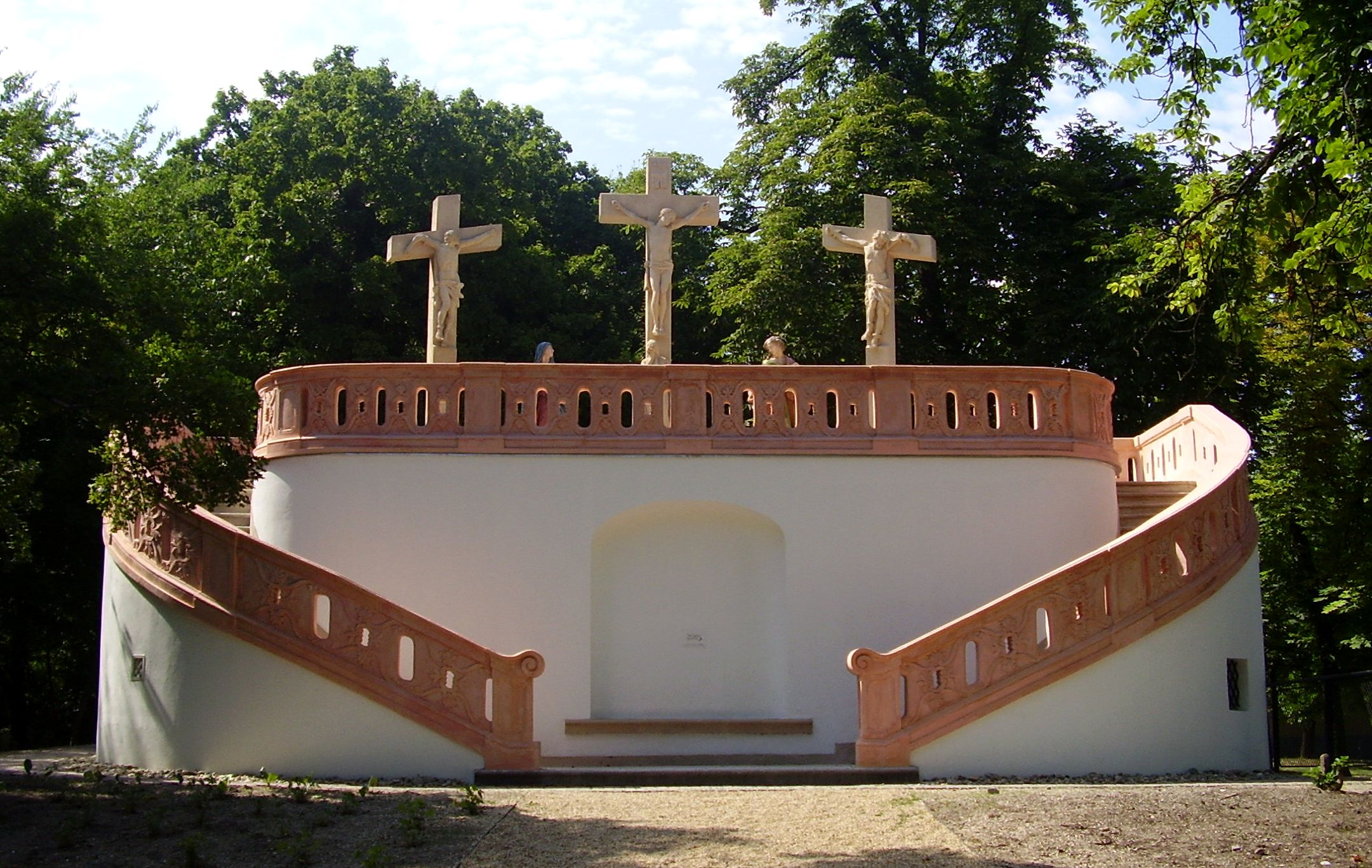

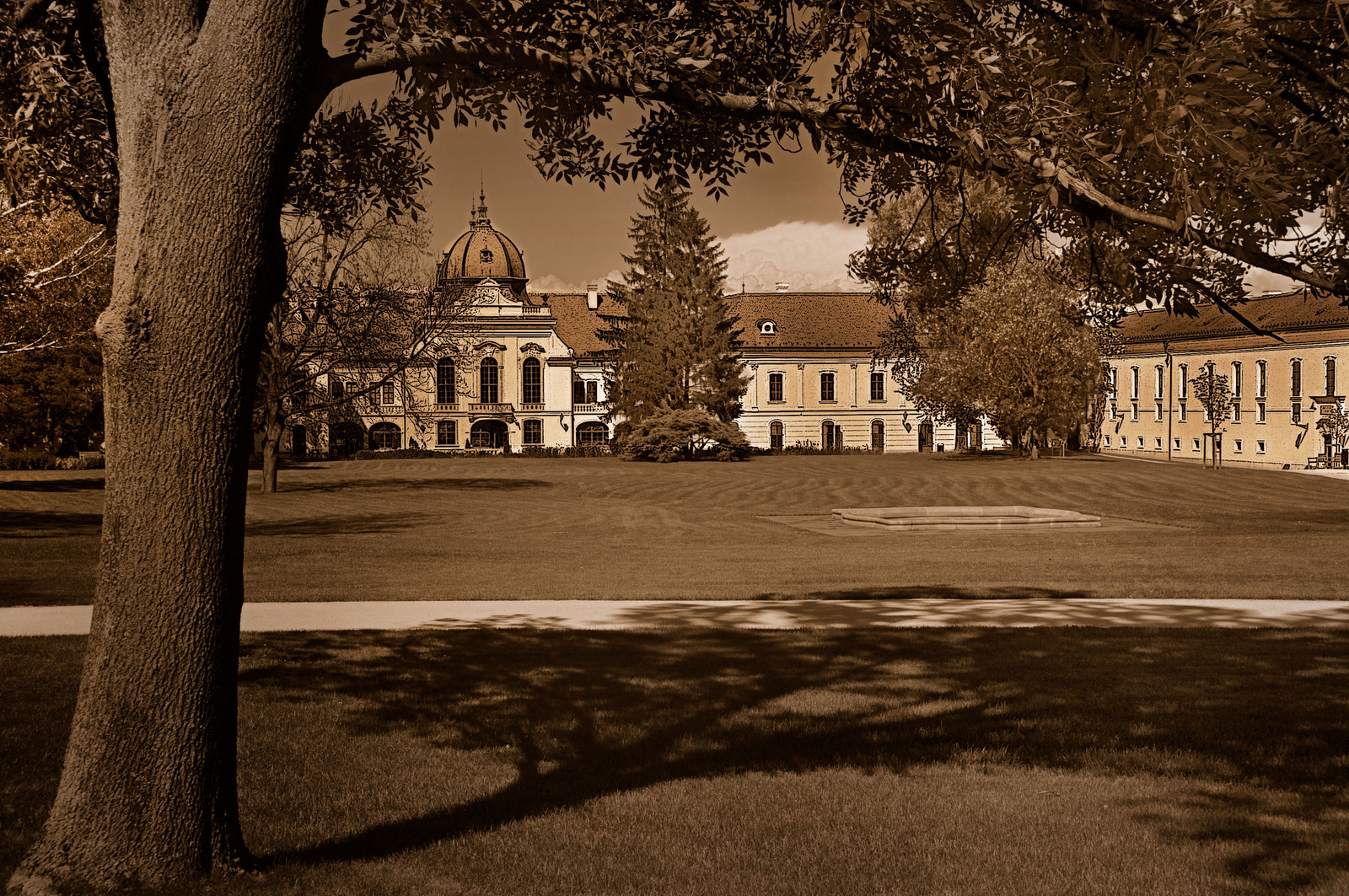
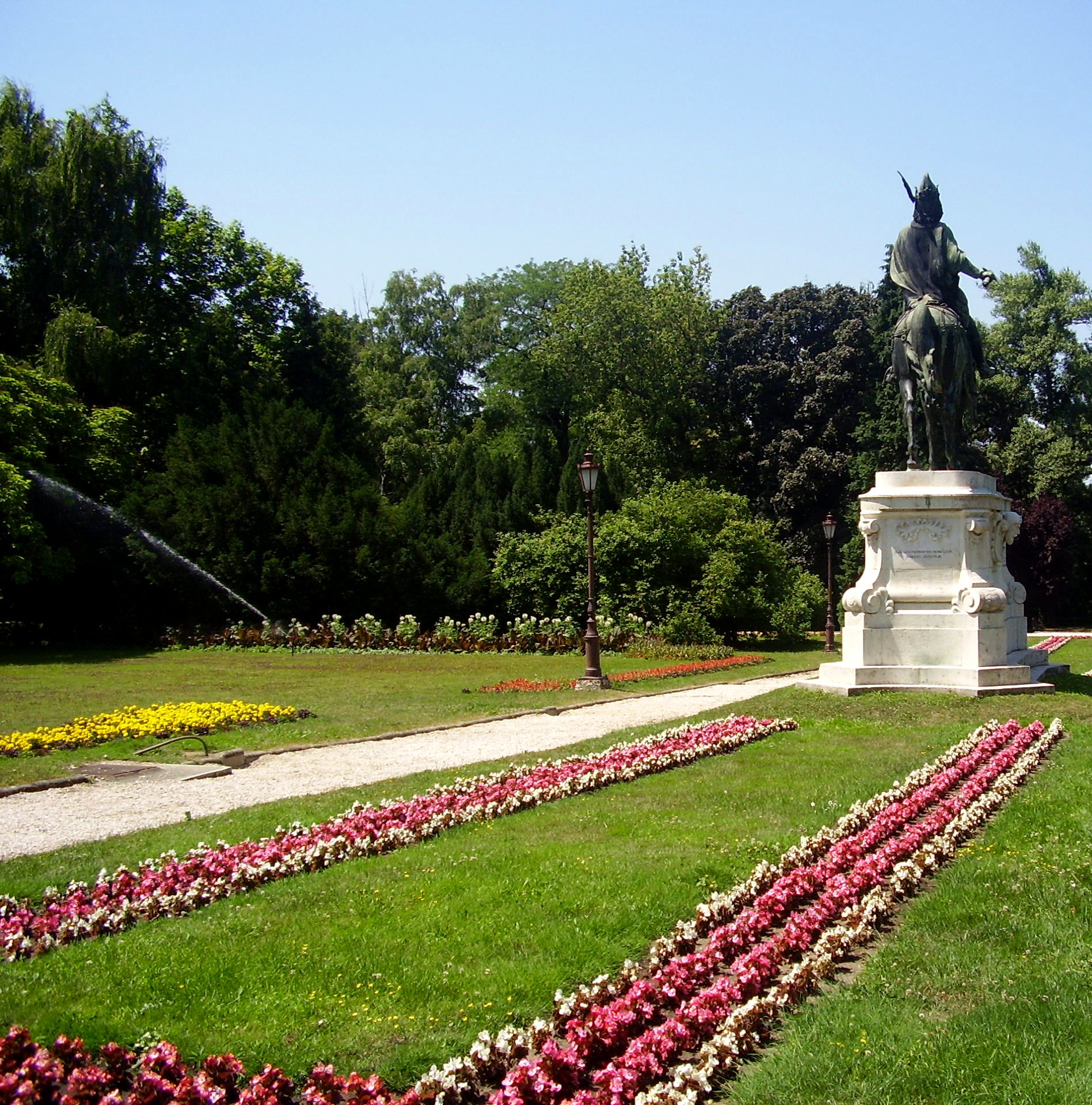
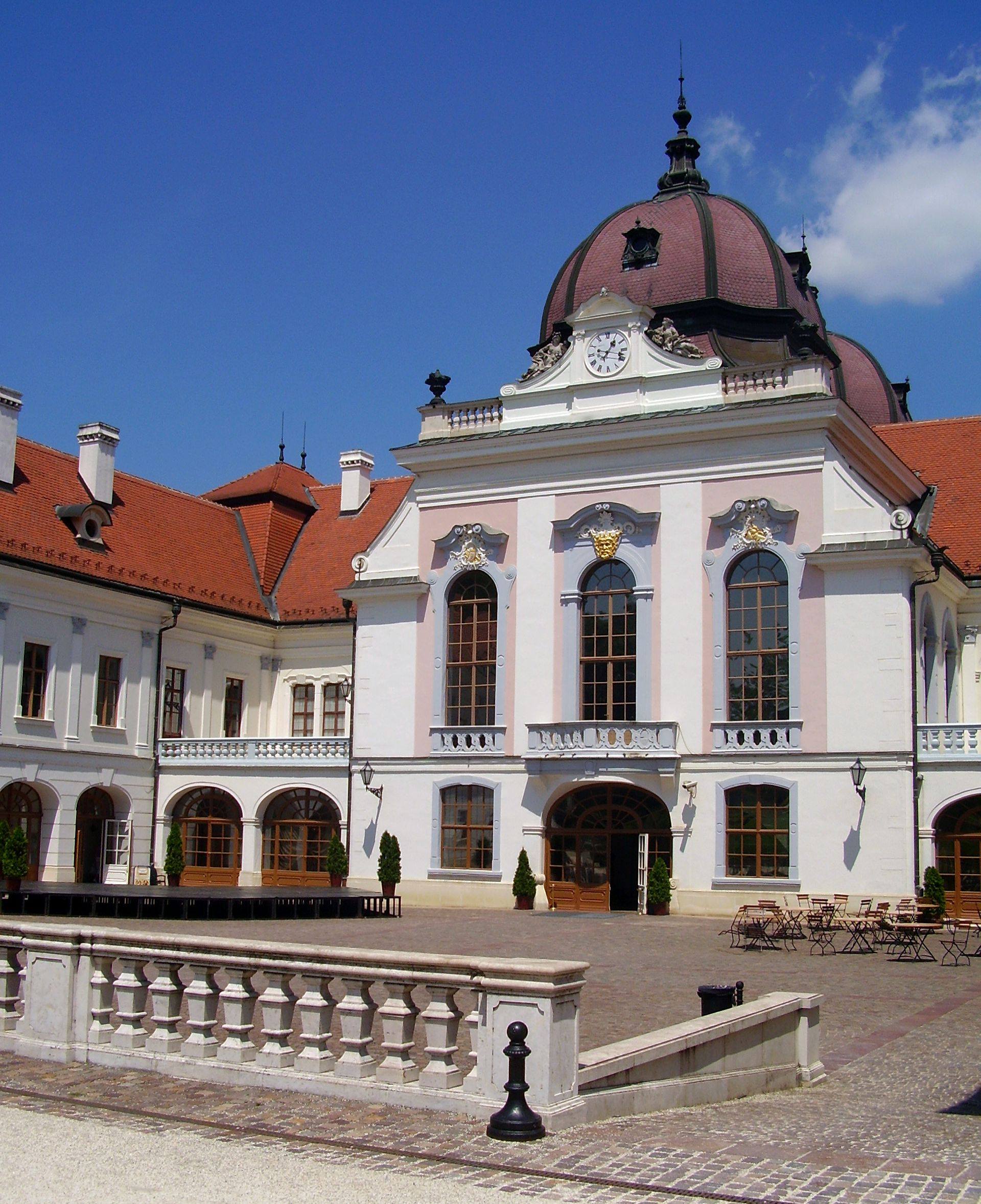

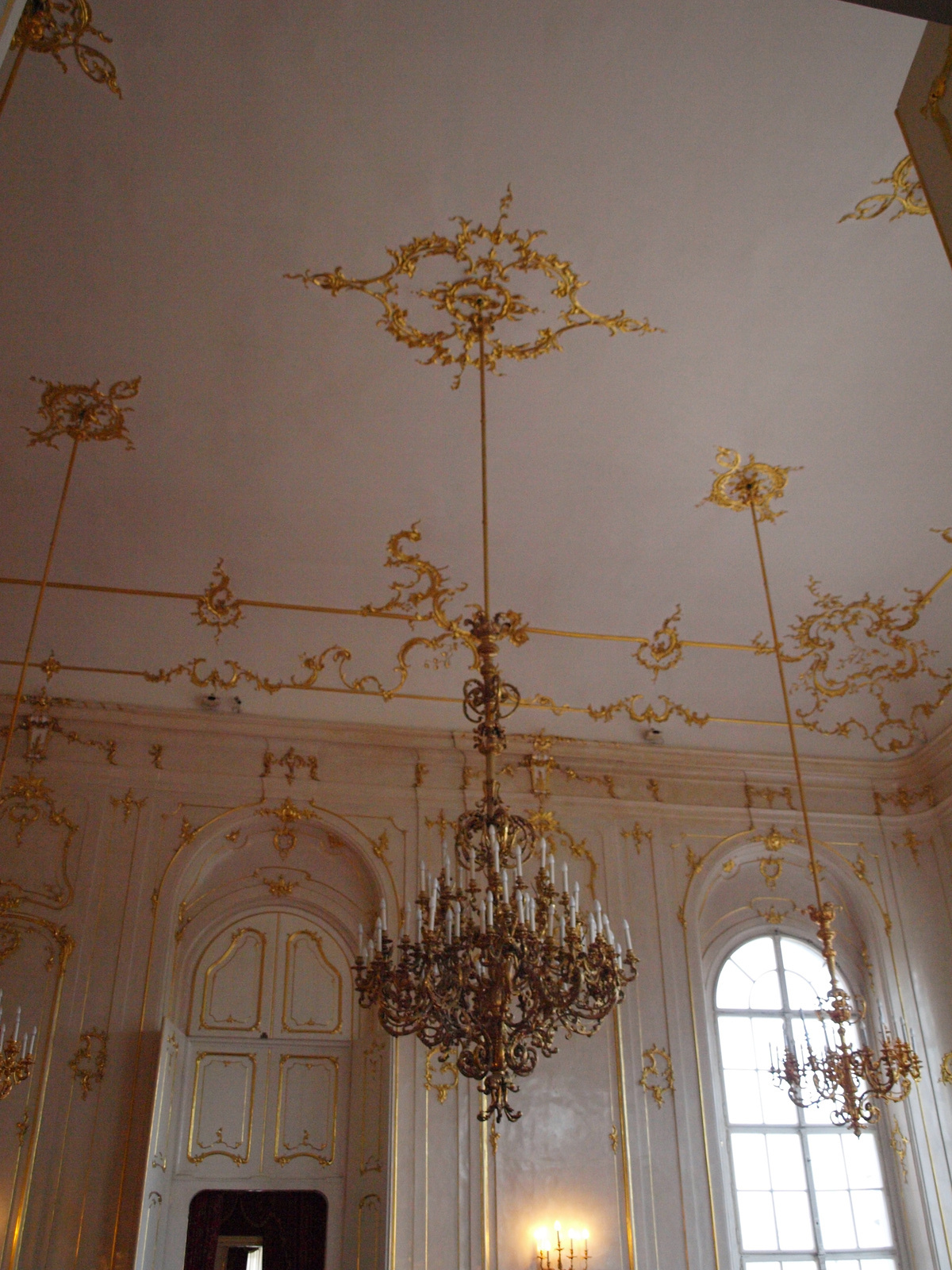
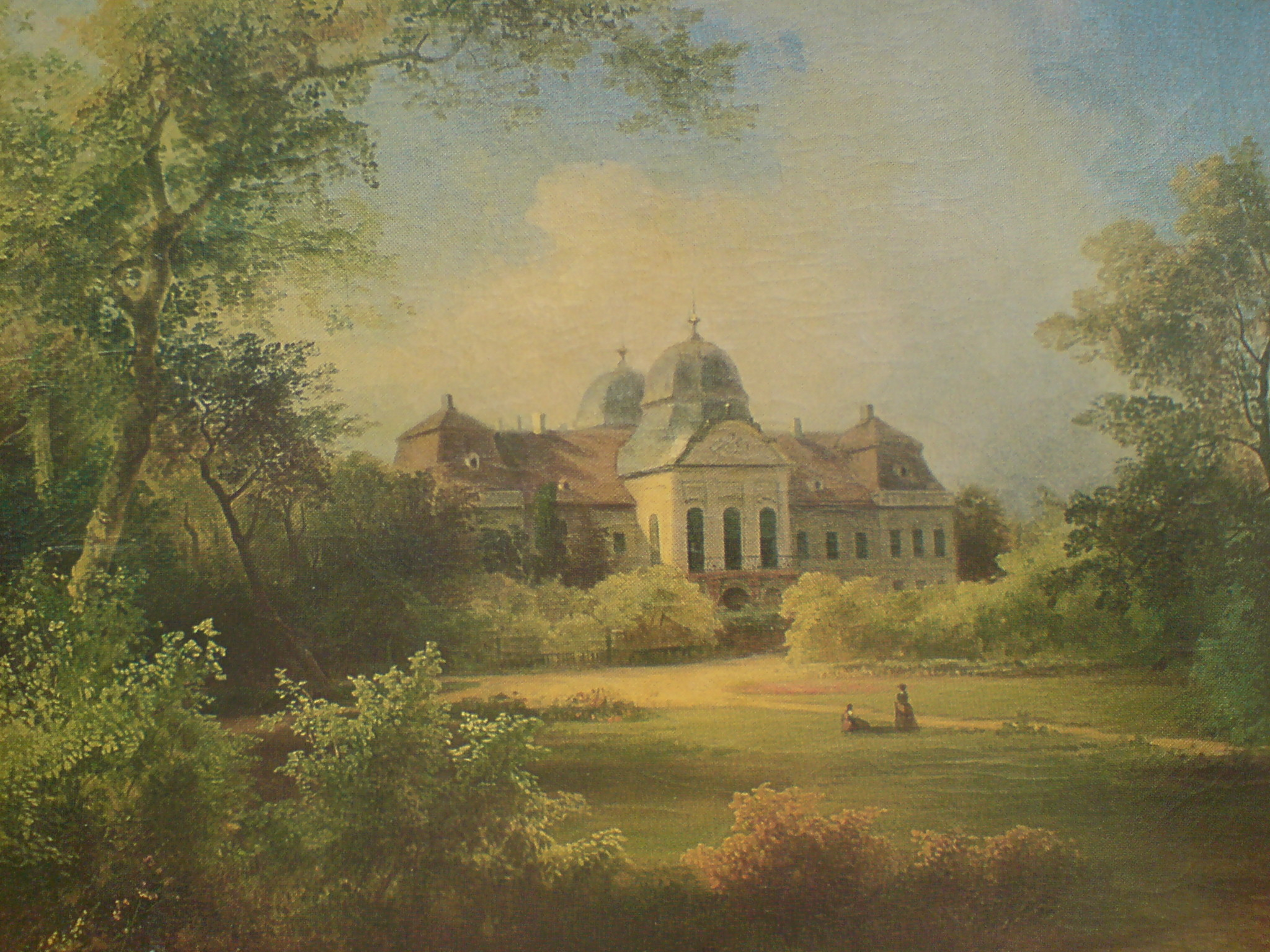
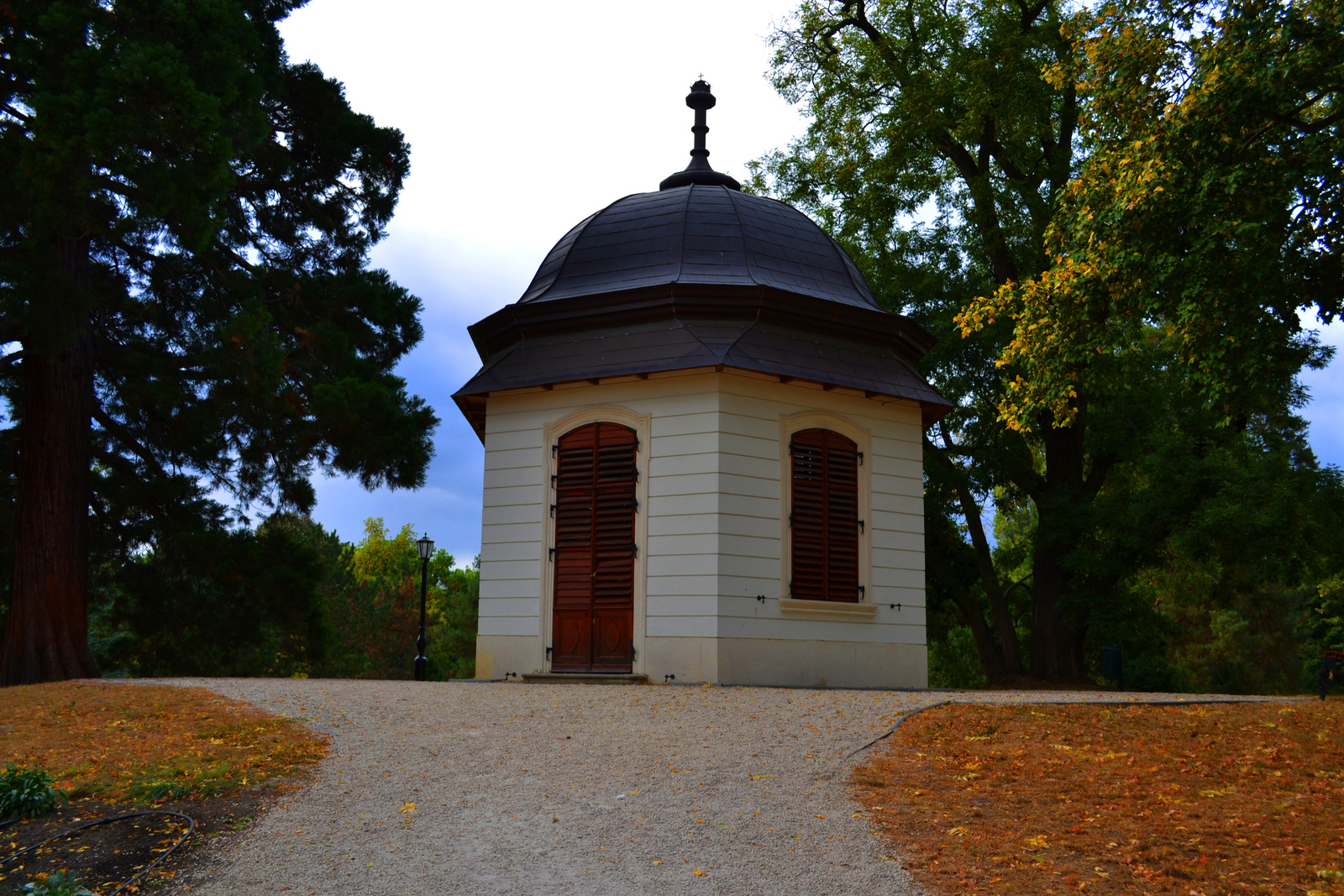

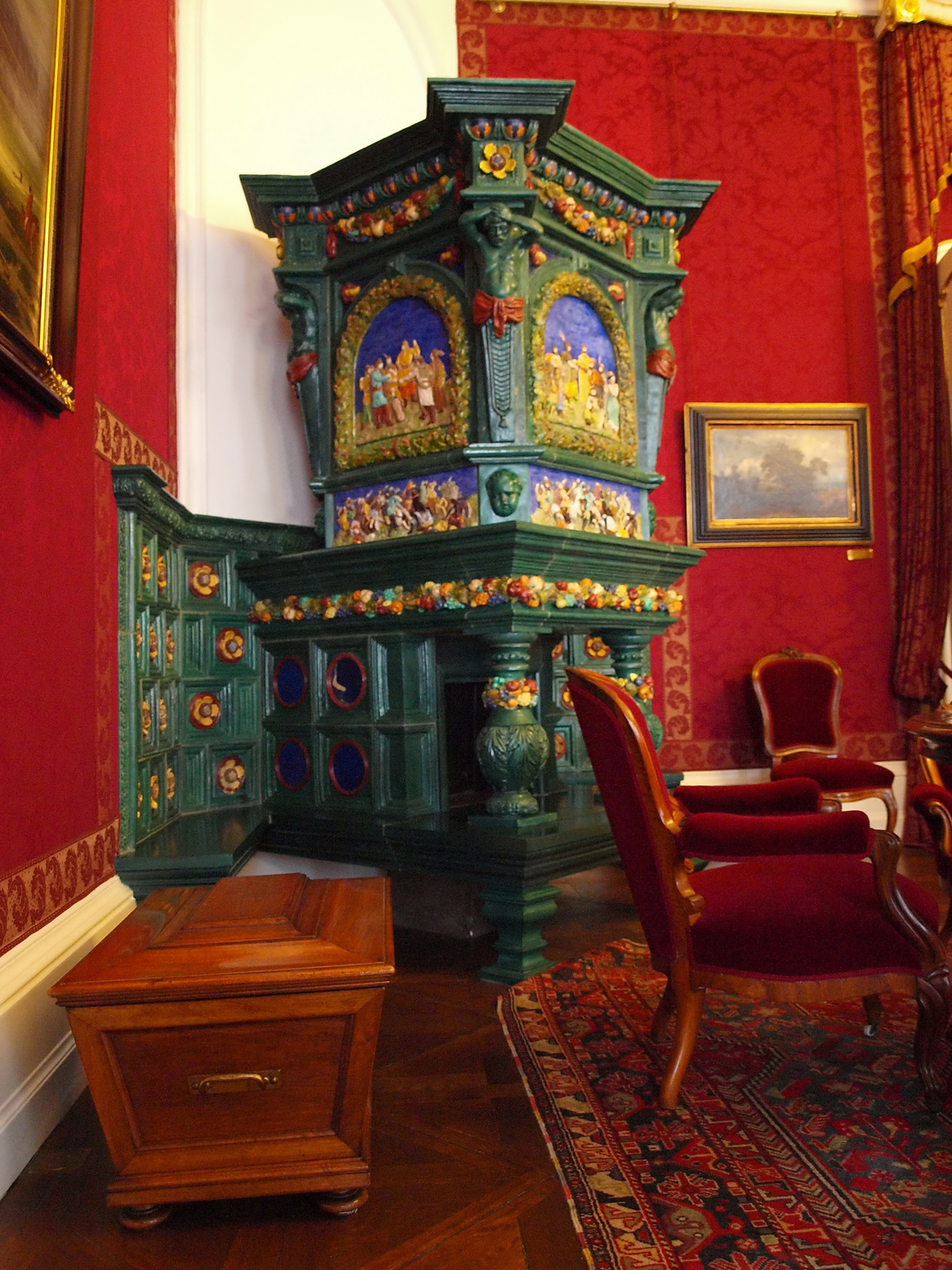
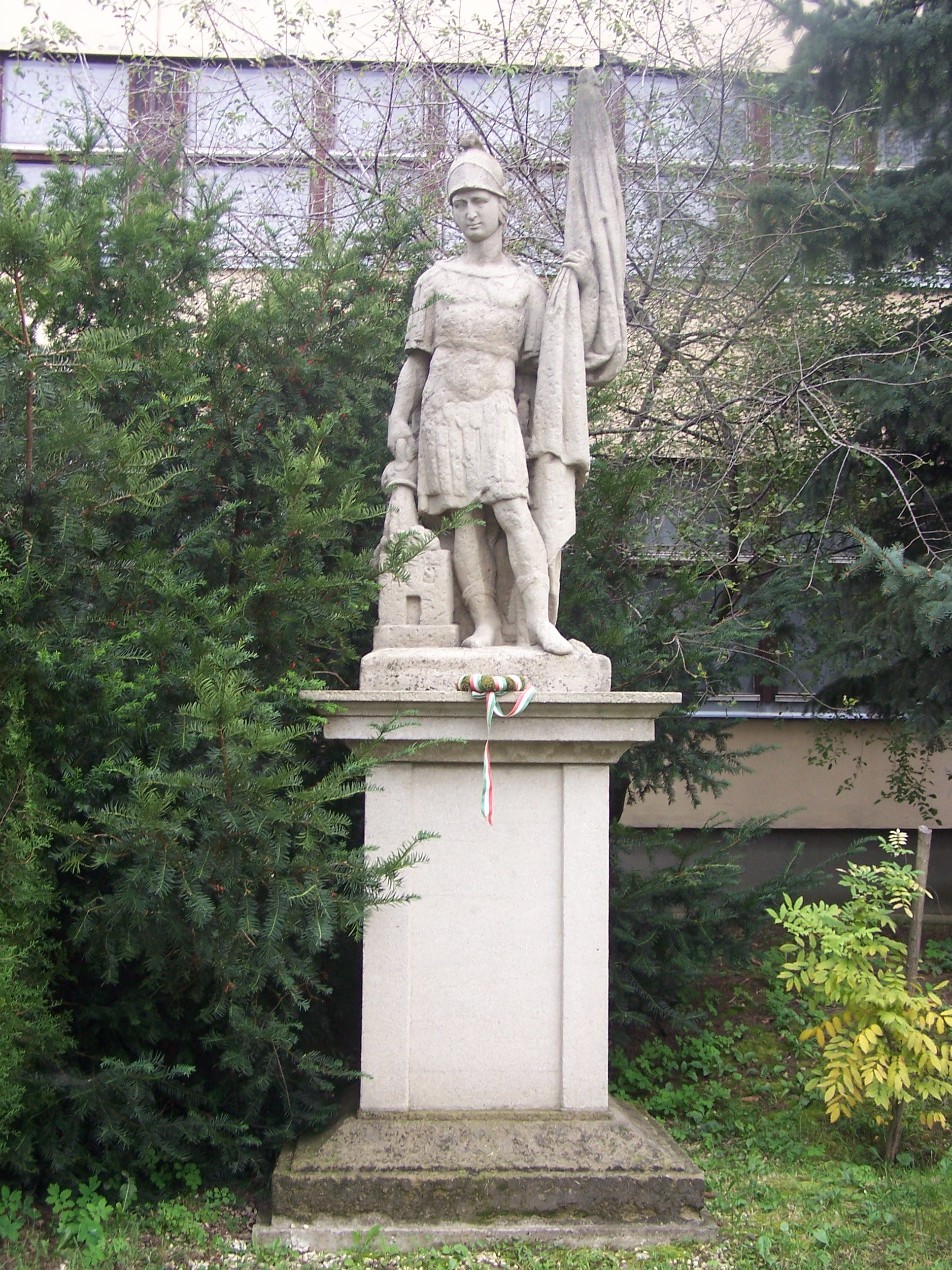
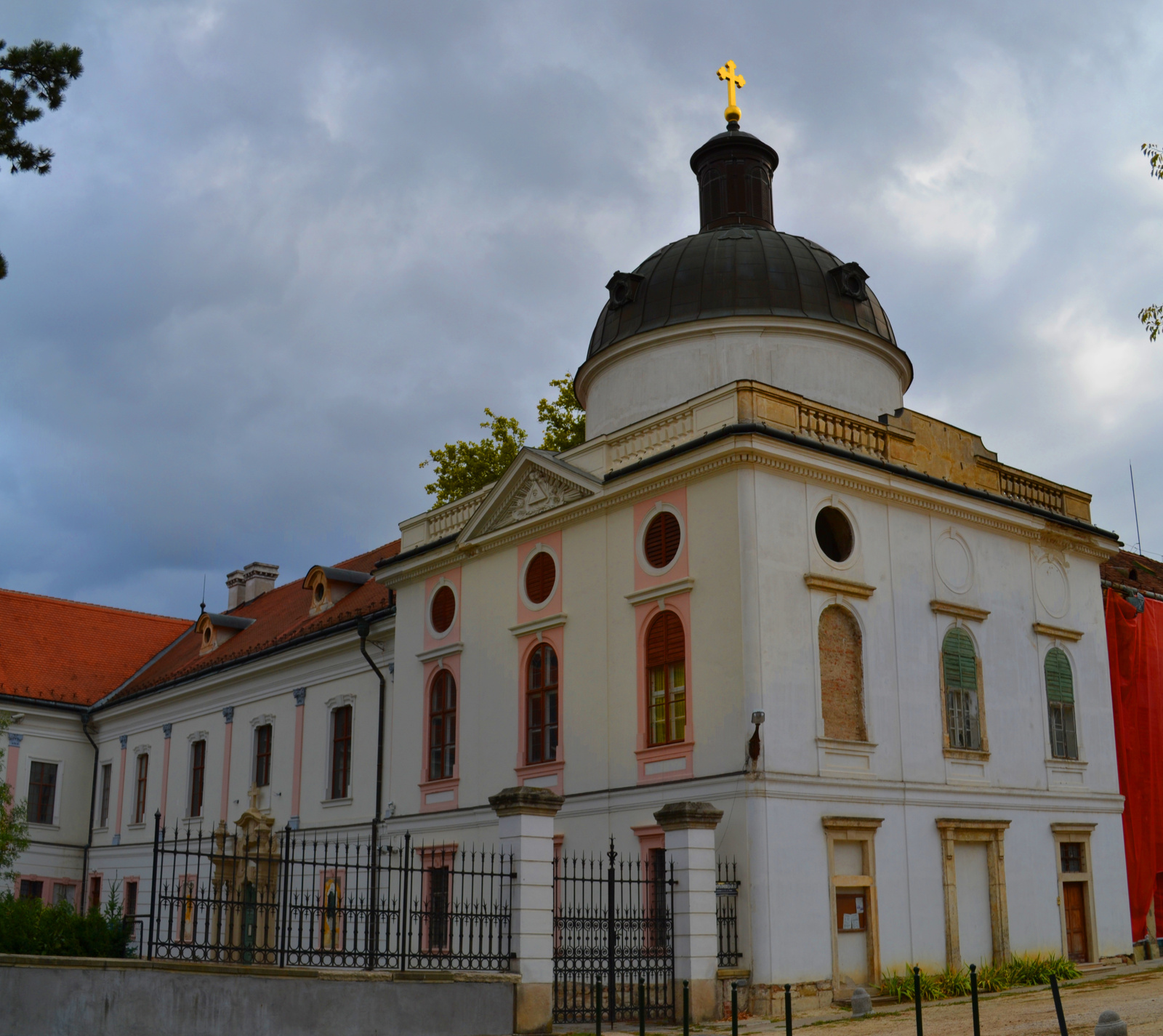

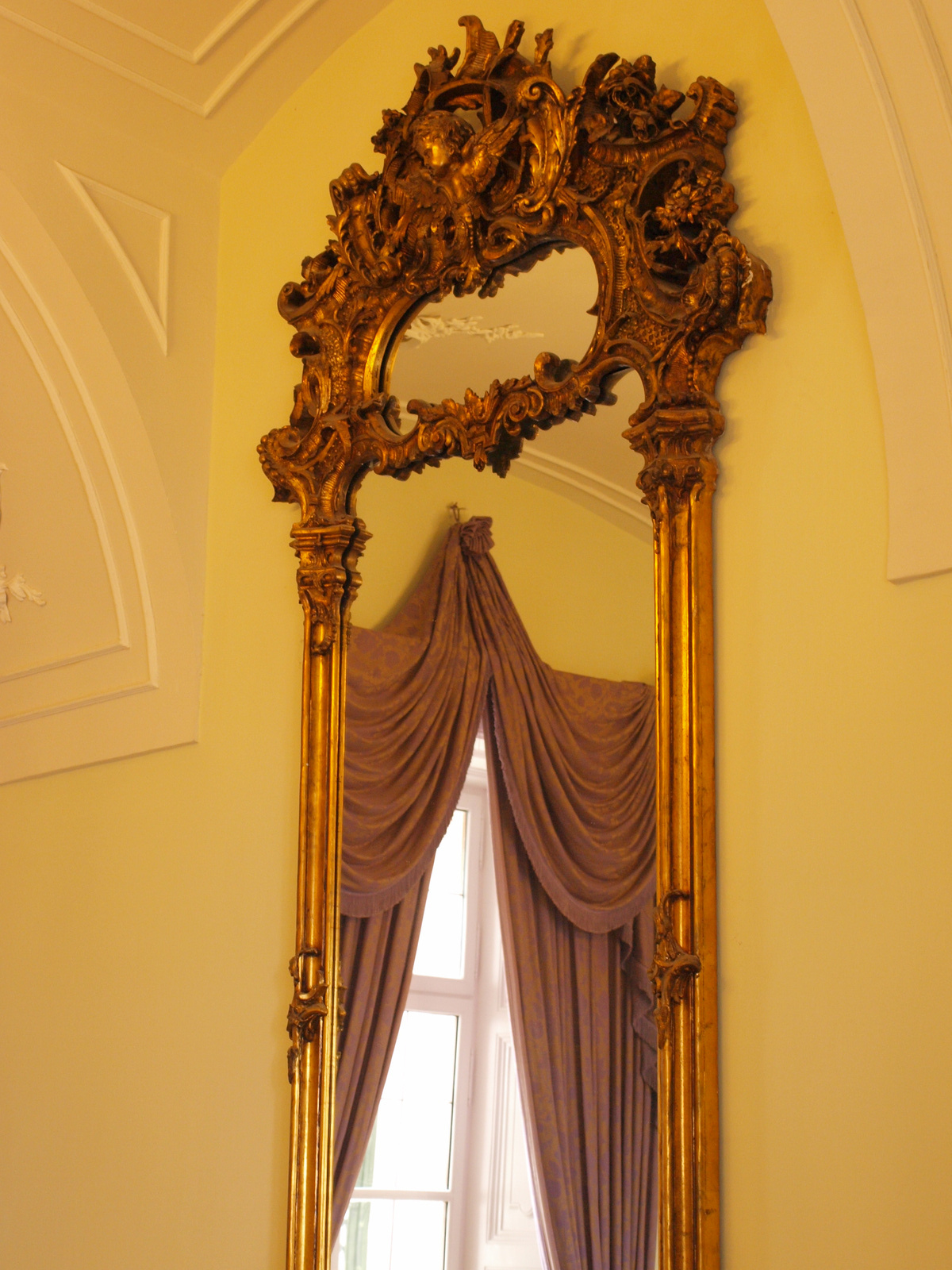
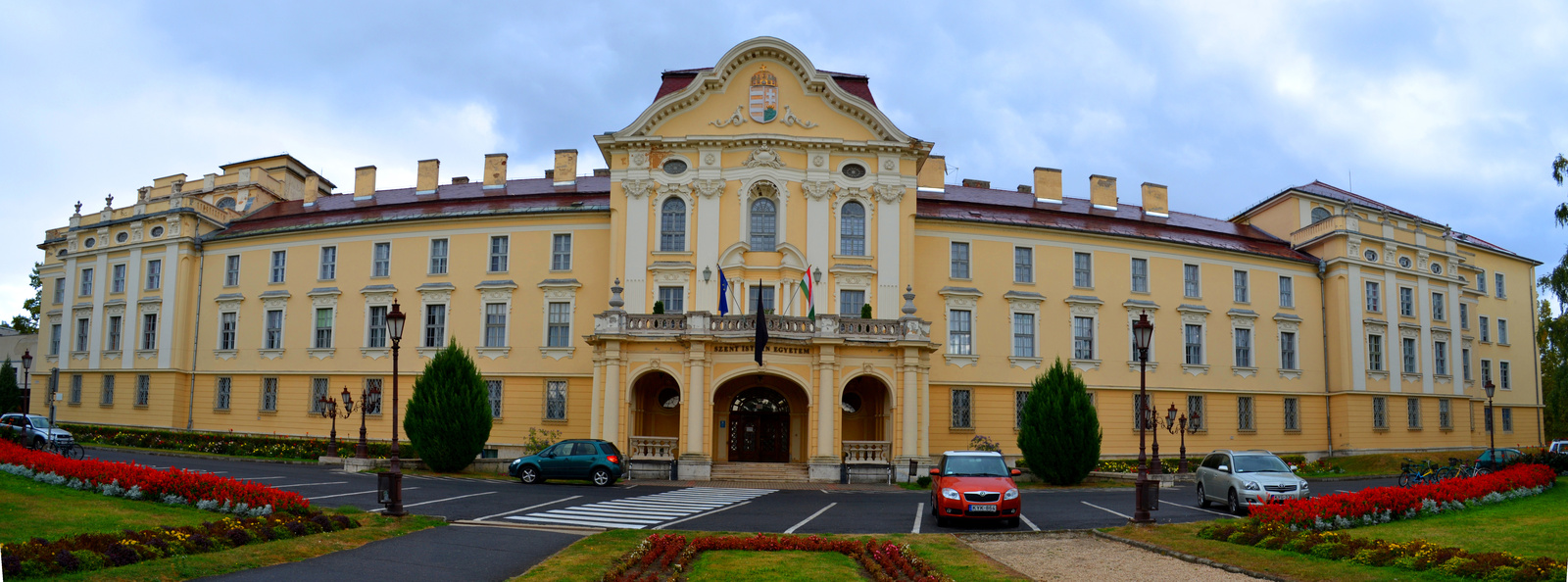
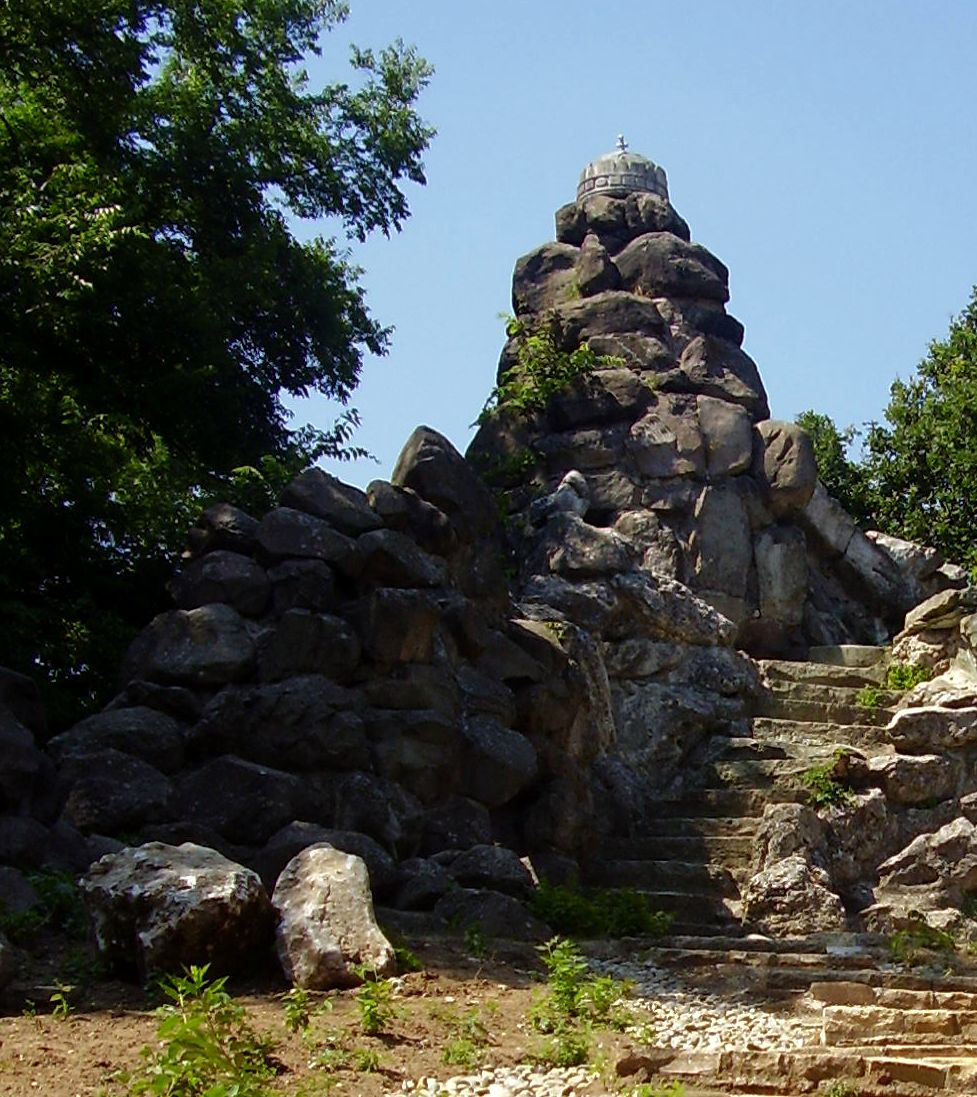

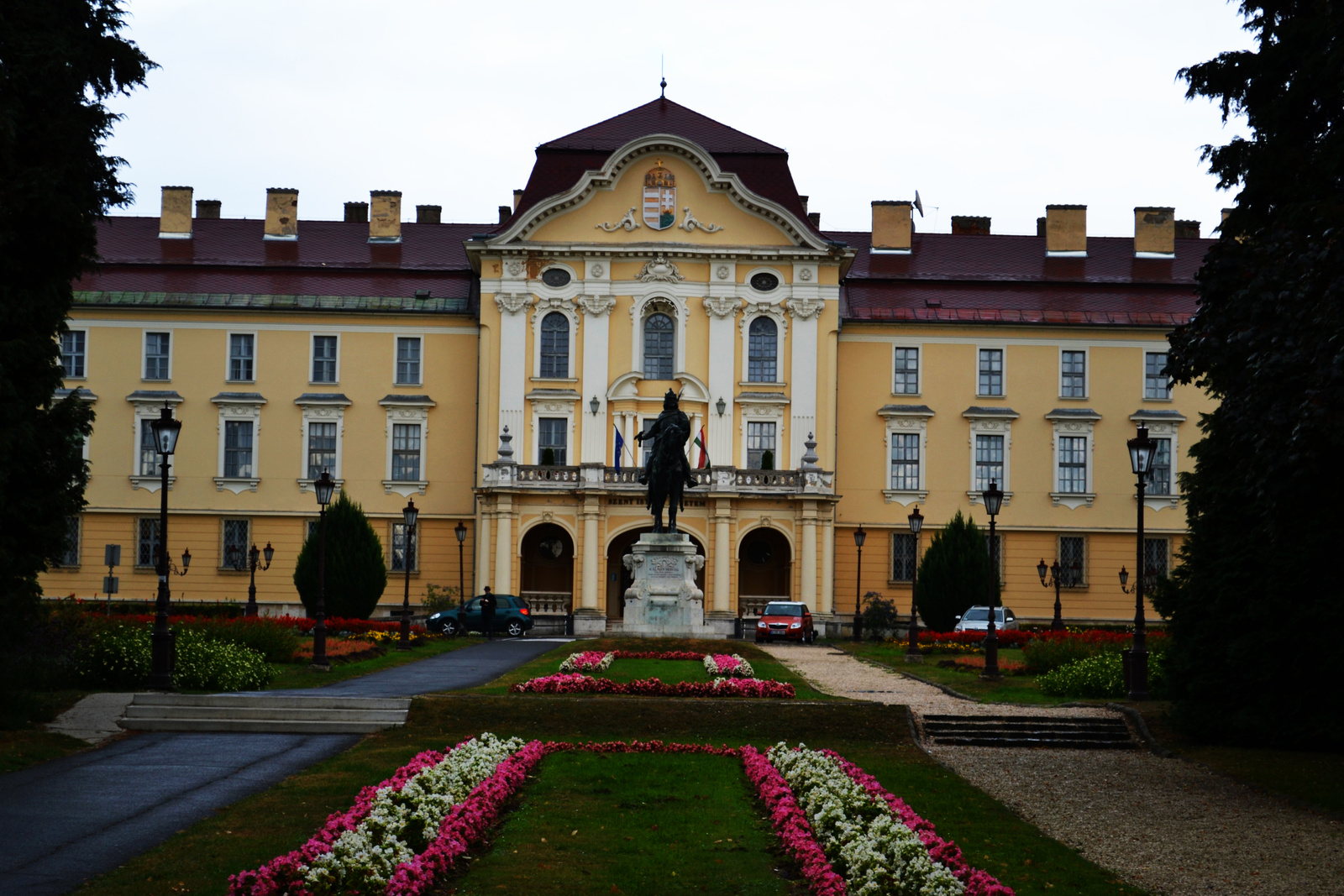
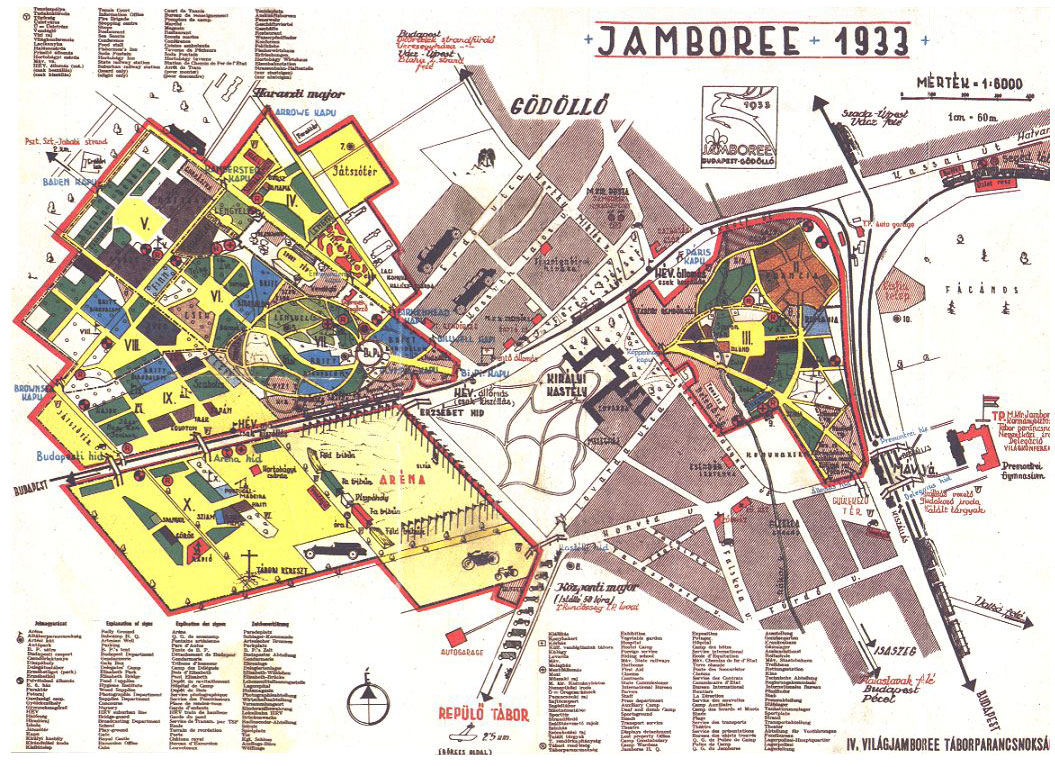
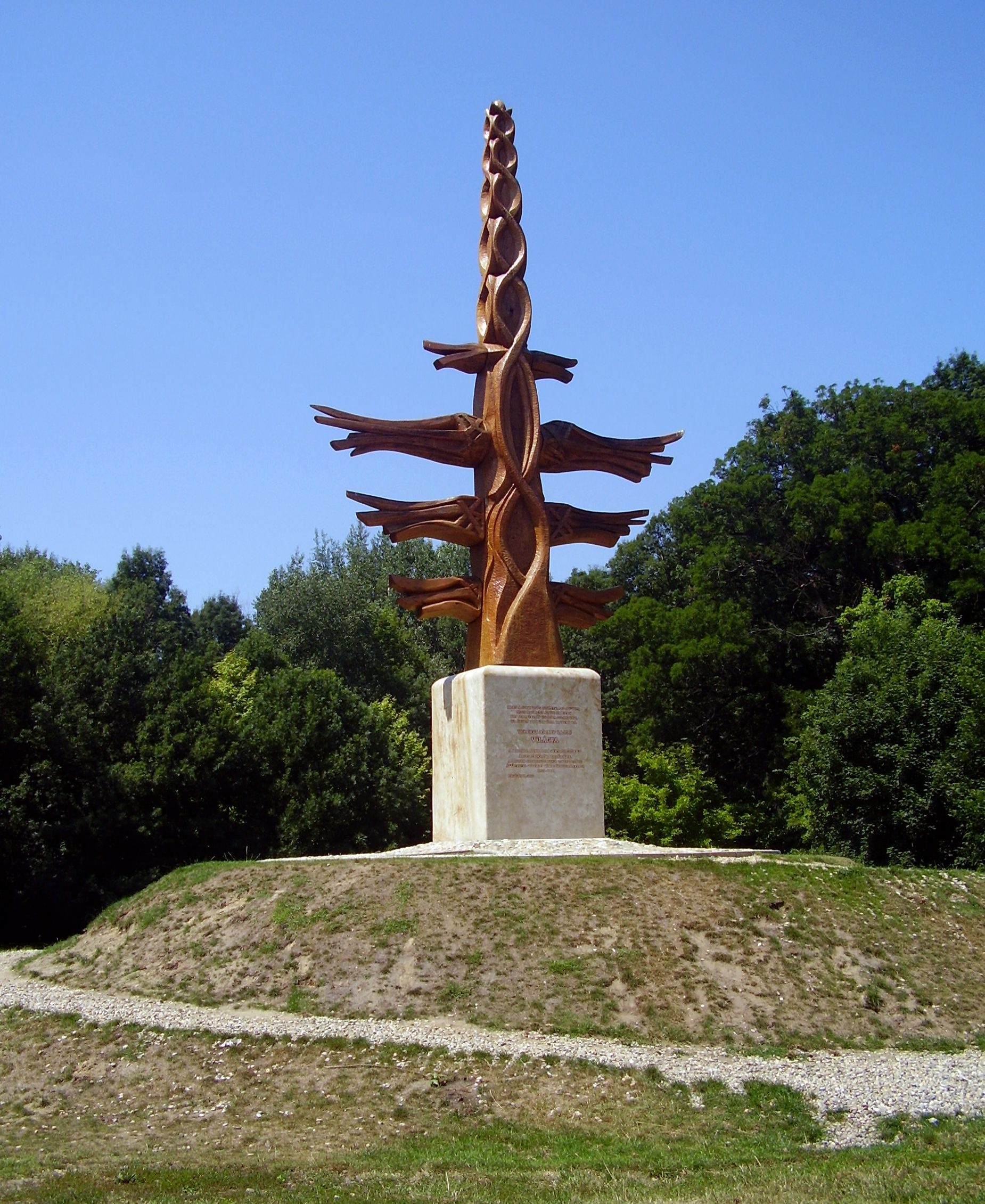